# Termez
Termez (en uzbeko: Termiz) es una ciudad en el sur de Uzbekistán, cerca de la frontera con Afganistán. Es la capital de la provincia de Surjandarín (Sourkhan Darya).
La ciudad recibió su nombre de los griegos que llegaron con Alejandro Magno. Termez significa en griego "lugar caliente". La ciudad es el punto más cálido de todo Uzbekistán. Su población en 2005 era de 140.404 habitantes.

## Geografía
El río Amu Daria sirve de frontera entre Afganistán y Uzbekistán y la única forma de llegar a Afganistán desde la ciudad es por el "Puente de la amistad Afganistán-Uzbekistán".

### Clima
| Parámetros climáticos promedio de Termez (1991-2020)           | Parámetros climáticos promedio de Termez (1991-2020) | Parámetros climáticos promedio de Termez (1991-2020) | Parámetros climáticos promedio de Termez (1991-2020) | Parámetros climáticos promedio de Termez (1991-2020) | Parámetros climáticos promedio de Termez (1991-2020) | Parámetros climáticos promedio de Termez (1991-2020) | Parámetros climáticos promedio de Termez (1991-2020) | Parámetros climáticos promedio de Termez (1991-2020) | Parámetros climáticos promedio de Termez (1991-2020) | Parámetros climáticos promedio de Termez (1991-2020) | Parámetros climáticos promedio de Termez (1991-2020) | Parámetros climáticos promedio de Termez (1991-2020) | Parámetros climáticos promedio de Termez (1991-2020) |
| Mes                                                            | Ene.                                                 | Feb.                                                 | Mar.                                                 | Abr.                                                 | May.                                                 | Jun.                                                 | Jul.                                                 | Ago.                                                 | Sep.                                                 | Oct.                                                 | Nov.                                                 | Dic.                                                 | Anual                                                |
| -------------------------------------------------------------- | ---------------------------------------------------- | ---------------------------------------------------- | ---------------------------------------------------- | ---------------------------------------------------- | ---------------------------------------------------- | ---------------------------------------------------- | ---------------------------------------------------- | ---------------------------------------------------- | ---------------------------------------------------- | ---------------------------------------------------- | ---------------------------------------------------- | ---------------------------------------------------- | ---------------------------------------------------- |
| Temp. máx. abs. (°C)                                           | 23.9                                                 | 30.1                                                 | 37.3                                                 | 38.7                                                 | 43.6                                                 | 46.5                                                 | 47.0                                                 | 46.3                                                 | 41.5                                                 | 37.5                                                 | 33.5                                                 | 26.7                                                 | 47.0                                                 |
| Temp. máx. media (°C)                                          | 10.7                                                 | 13.4                                                 | 19.6                                                 | 26.9                                                 | 33.2                                                 | 38.2                                                 | 39.8                                                 | 38.0                                                 | 33.0                                                 | 25.9                                                 | 17.9                                                 | 12.0                                                 | 25.7                                                 |
| Temp. media (°C)                                               | 4.6                                                  | 6.9                                                  | 12.7                                                 | 19.2                                                 | 25.0                                                 | 29.5                                                 | 30.8                                                 | 28.6                                                 | 23.4                                                 | 16.9                                                 | 10.4                                                 | 5.5                                                  | 17.8                                                 |
| Temp. mín. media (°C)                                          | -0.2                                                 | 1.8                                                  | 6.8                                                  | 12.1                                                 | 16.1                                                 | 19.4                                                 | 20.0                                                 | 17.3                                                 | 13.7                                                 | 9.1                                                  | 4.7                                                  | 0.7                                                  | 10.1                                                 |
| Temp. mín. abs. (°C)                                           | -23.9                                                | -21.7                                                | -7.9                                                 | -2.0                                                 | -0.1                                                 | 11.4                                                 | 12.9                                                 | 9.3                                                  | 4.6                                                  | -4.2                                                 | -11.0                                                | -18.4                                                | -23.9                                                |
| Precipitación total (mm)                                       | 47                                                   | 62                                                   | 32                                                   | 25                                                   | 22                                                   | 8                                                    | 0.2                                                  | 0.0                                                  | 32                                                   | 20                                                   | 104                                                  | 49                                                   | 401.2                                                |
| Nevadas (cm)                                                   | 0                                                    | 0                                                    | 0                                                    | 0                                                    | 0                                                    | 0                                                    | 0                                                    | 0                                                    | 0                                                    | 0                                                    | 0                                                    | 0                                                    | 0                                                    |
| Días de lluvias (≥ 1 mm)                                       | 7                                                    | 10                                                   | 11                                                   | 8                                                    | 5                                                    | 1                                                    | 1                                                    | 0.2                                                  | 0                                                    | 3                                                    | 6                                                    | 8                                                    | 60.2                                                 |
| Días de nevadas (≥ 1 mm)                                       | 4                                                    | 3                                                    | 1                                                    | 0.03                                                 | 0.1                                                  | 0                                                    | 0                                                    | 0                                                    | 0.03                                                 | 0.1                                                  | 1                                                    | 3                                                    | 12.3                                                 |
| Horas de sol                                                   | 139.5                                                | 144.1                                                | 189.1                                                | 246.0                                                | 334.8                                                | 375.0                                                | 384.4                                                | 362.7                                                | 315.0                                                | 257.3                                                | 195.0                                                | 139.5                                                | 3082.4                                               |
| Humedad relativa (%)                                           | 77                                                   | 71                                                   | 66                                                   | 57                                                   | 45                                                   | 36                                                   | 36                                                   | 38                                                   | 45                                                   | 53                                                   | 65                                                   | 76                                                   | 55.4                                                 |
| Fuente n.º 1: Погода и климат                                  |                                                      |                                                      |                                                      |                                                      |                                                      |                                                      |                                                      |                                                      |                                                      |                                                      |                                                      |                                                      |                                                      |
| Fuente n.º 2: Deutscher Wetterdienst (Horas de sol, 1961-1990) |                                                      |                                                      |                                                      |                                                      |                                                      |                                                      |                                                      |                                                      |                                                      |                                                      |                                                      |                                                      |                                                      |

## Historia
Cerca de Termez se han descubierto antiguos asentamientos que indican que la ciudad estaba ya poblada durante el reino Grecobactriano. Fue el centro del Budismo durante el periodo del Imperio Kushan. Con la llegada de los árabes (en los siglos VII y VIII, la ciudad se convirtió en el centro del Islam. En 1897 aparece la Termez moderna con la construcción una fortaleza rusa. Termez fue uno de los puntos de tránsito más destacados durante la ocupación soviética de Afganistán (1979-1989).
Los restos de la vieja Termez, una de las capitales de la antigua Bactriana o Tocarestán, se encuentran a unos ocho kilómetros al noroeste de la moderna ciudad de Termez. Sus ruinas se extienden sobre un recodo del Amu Daria, sobre una superficie aproximada de 500 ha, lo cual las convierte en el yacimiento arqueológico más vasto de la región. Están situadas frente a la isla de Aral Pay Gambar, que facilitaba en gran manera el cruce el río por este punto.
Protegida por su situación fronteriza con Afganistán, la antigua Termez ha permanecido a salvo de la destrucción, a excepción del sector oriental que se encuentra en una zona de cultivos de regadío.
Los orígenes de la ciudad antigua son oscuros. Es posible que antes de la llegada de los griegos existiera un asentamiento en la zona pero bien pudiera ser una fundación de Alejandro Magno (la "Alejandría de Bactriana" citada por Ptolomeo) o bien una creación del rey greco-bactriano Demetrios a principios del siglo II a. C.
La mención más antigua del nombre "Termez" aparece en un manuscrito tibetano que cita la ciudad de "Tarmita o Termedh sobre el río Vakhsh". Dos de los más antiguos historiadores árabes, Al-Tabari y Khafiz-i-Abru, hablan de Termez como una fundación de Alejandro que, según testimonios locales, encontró aquí una ciudad.
La oscuridad se disipa ya en la Alta Edad Media, debido a que Termez se convierte en una de las capitales del Tocarestán al norte del Oxus. Según el peregrino chino Xuanzang, alrededor de 630, Termez estaba bajo dominio turco. Según Al-Biruni, en los siglos siglo VI-siglo VII d. C. los jerarcas de Termez se llamaban "Termez Shah", lo que indica que la ciudad estaba adquiriendo una gran prosperidad. Esto último queda confirmado por el hecho de que, a finales del siglo V, Termez acuñó sus propias monedas de plata con un ancla, signo de la importancia de su actividad comercial fluvial. La ciudad era en ese momento el punto de paso más importante para las mercancías que viajaban de norte a sur de Asia al tiempo que constituía una de las etapas principales de la ruta de la seda.
En enero de 1893, el emirato de Bujará cedió la aldea de Pattakesar al gobierno ruso para construir una fortaleza y guarnición rusa y una fortificación fronteriza militar, donde se construyó el puerto fluvial de Amu Daria.
En 1928, ya como parte de la Unión Soviética, Pattakesar fue rebautizado y tomó el antiguo nombre de la ciudad, Termez. Durante los años de gobierno soviético se construyeron empresas industriales, un Instituto Pedagógico y un teatro. Durante la invasión soviética de Afganistán (1979-1989), Termez fue una importante base militar.
El código postal de Termez es 190100, y su elevación es de 302 metros (991 pies).

## Galería

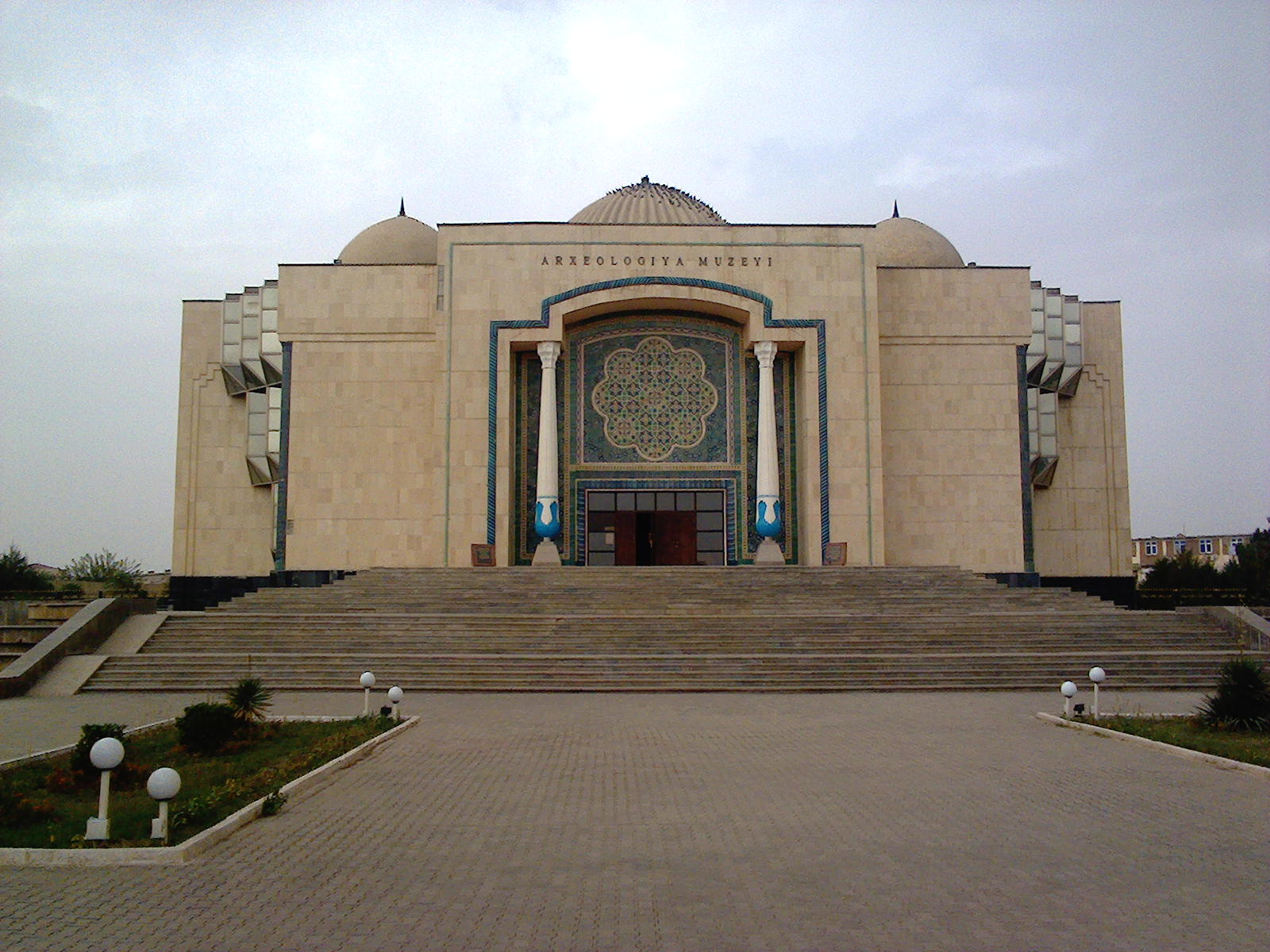
Termez
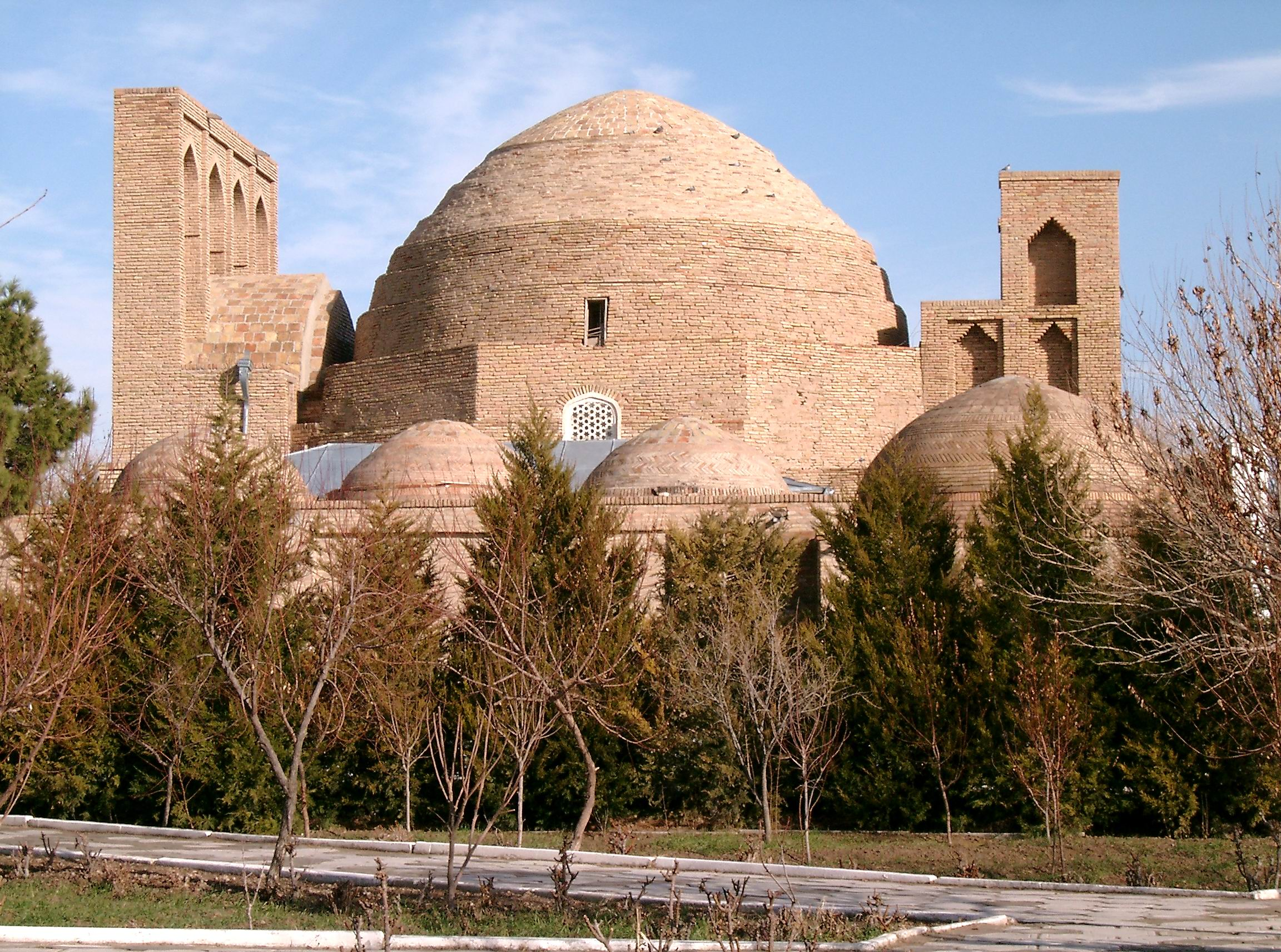
Termez
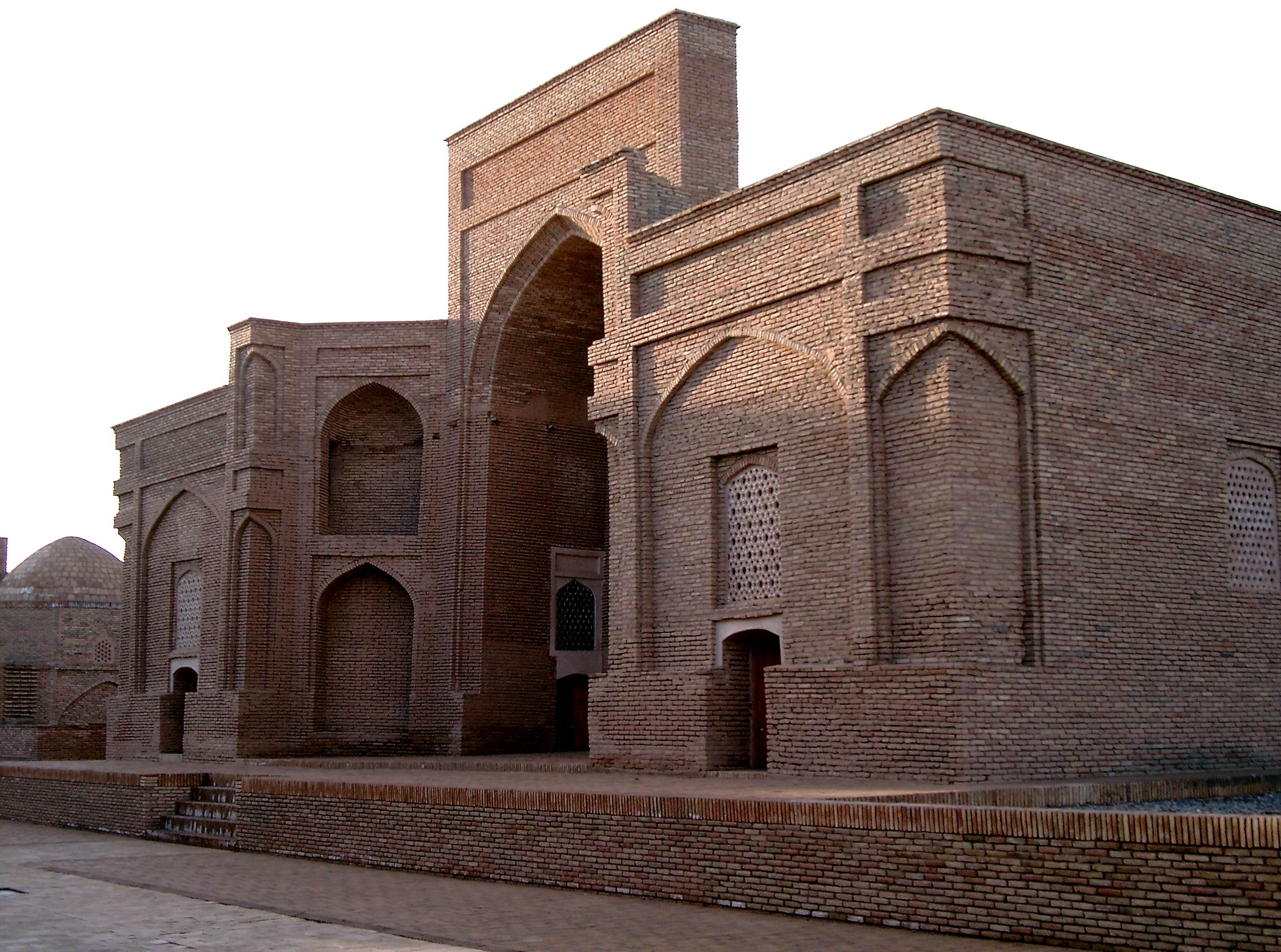
Termez
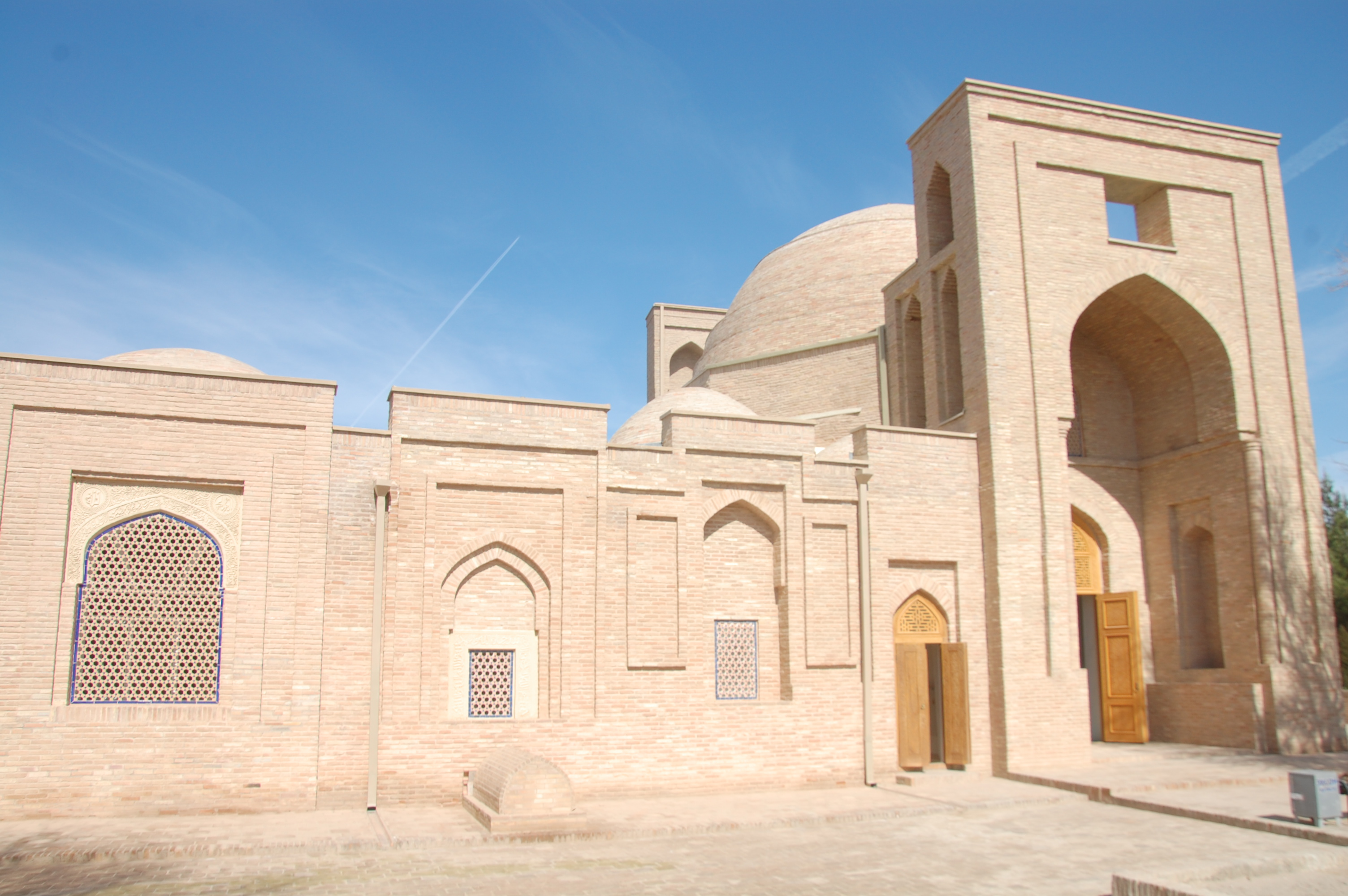
Termez
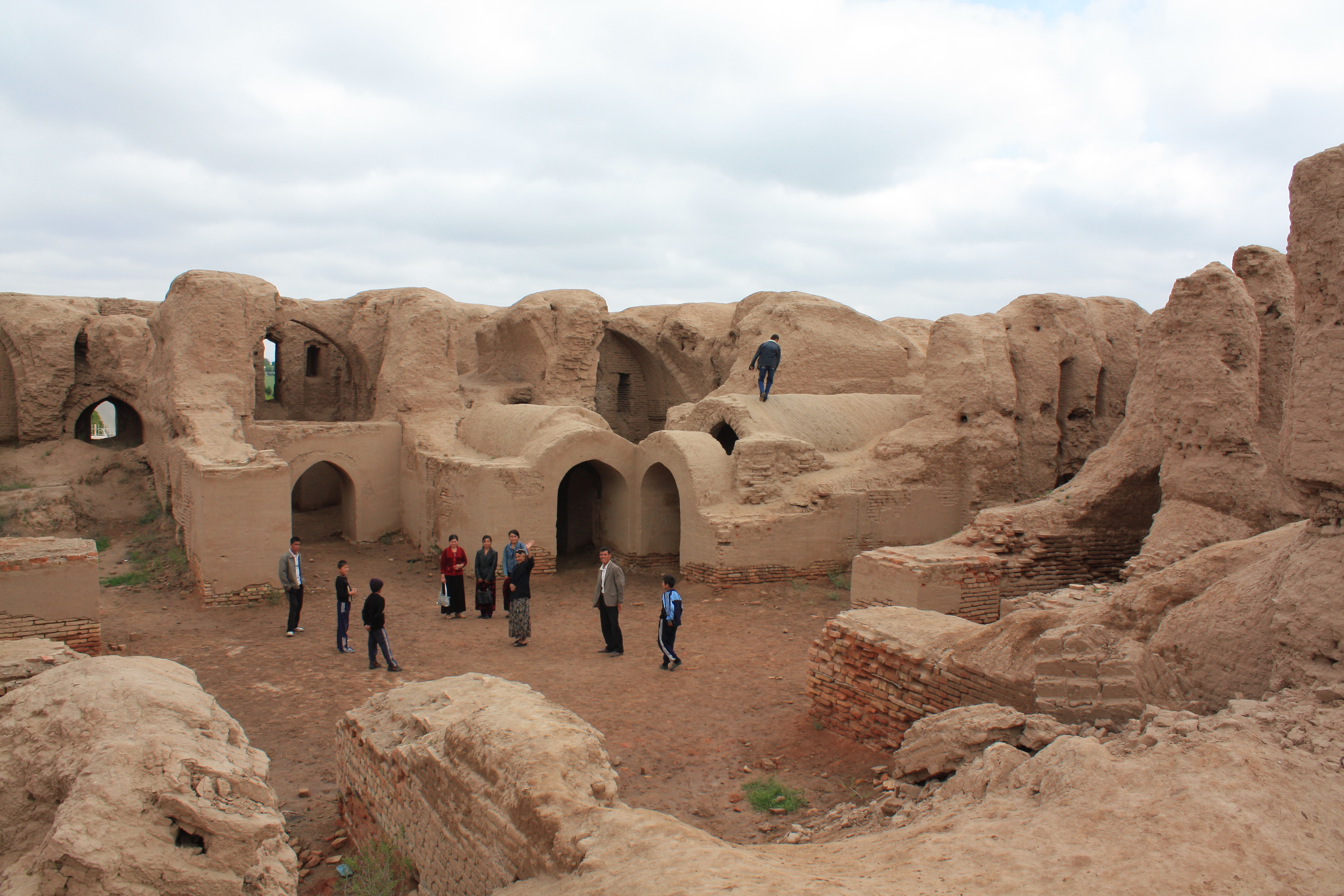
Termez
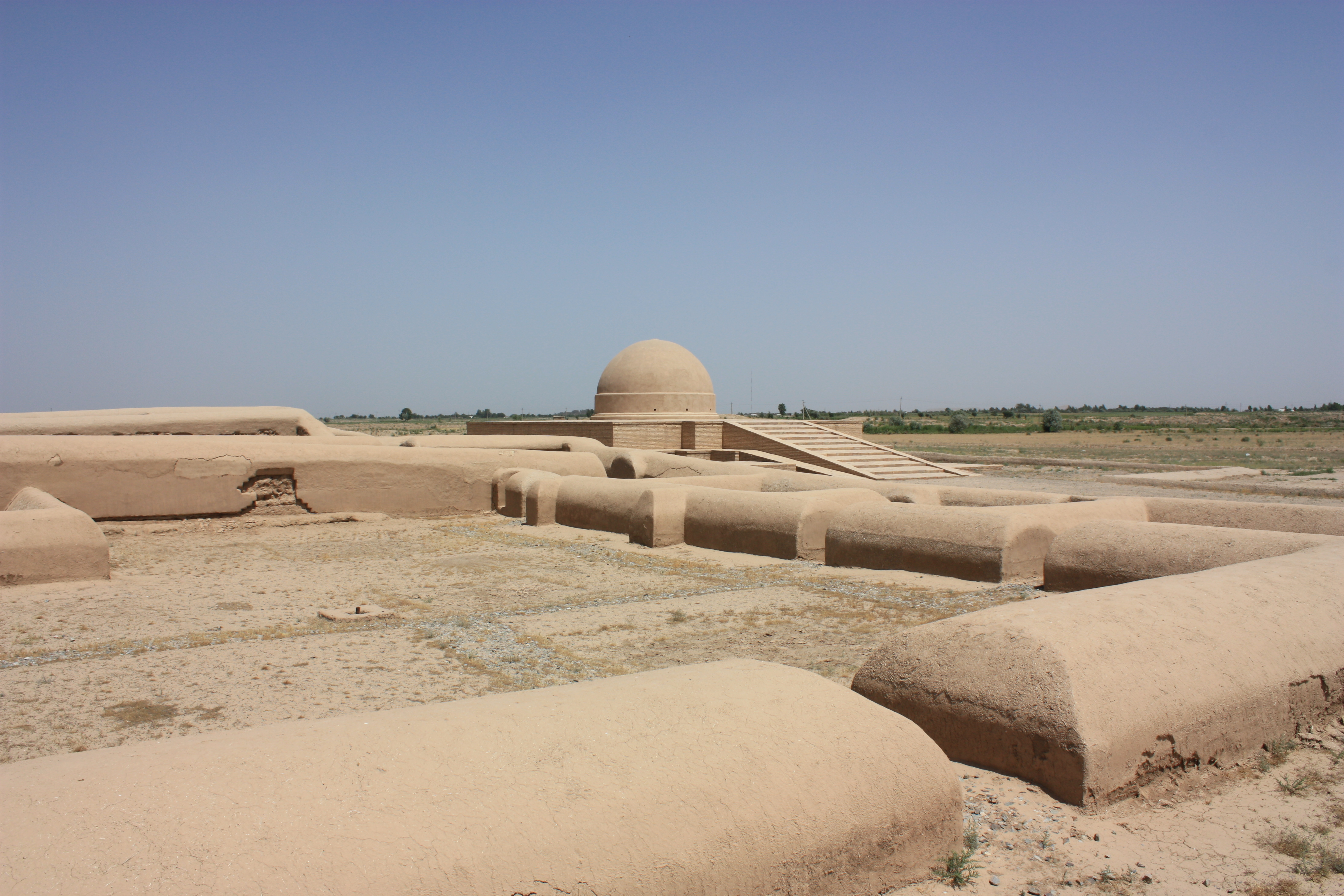
Termez
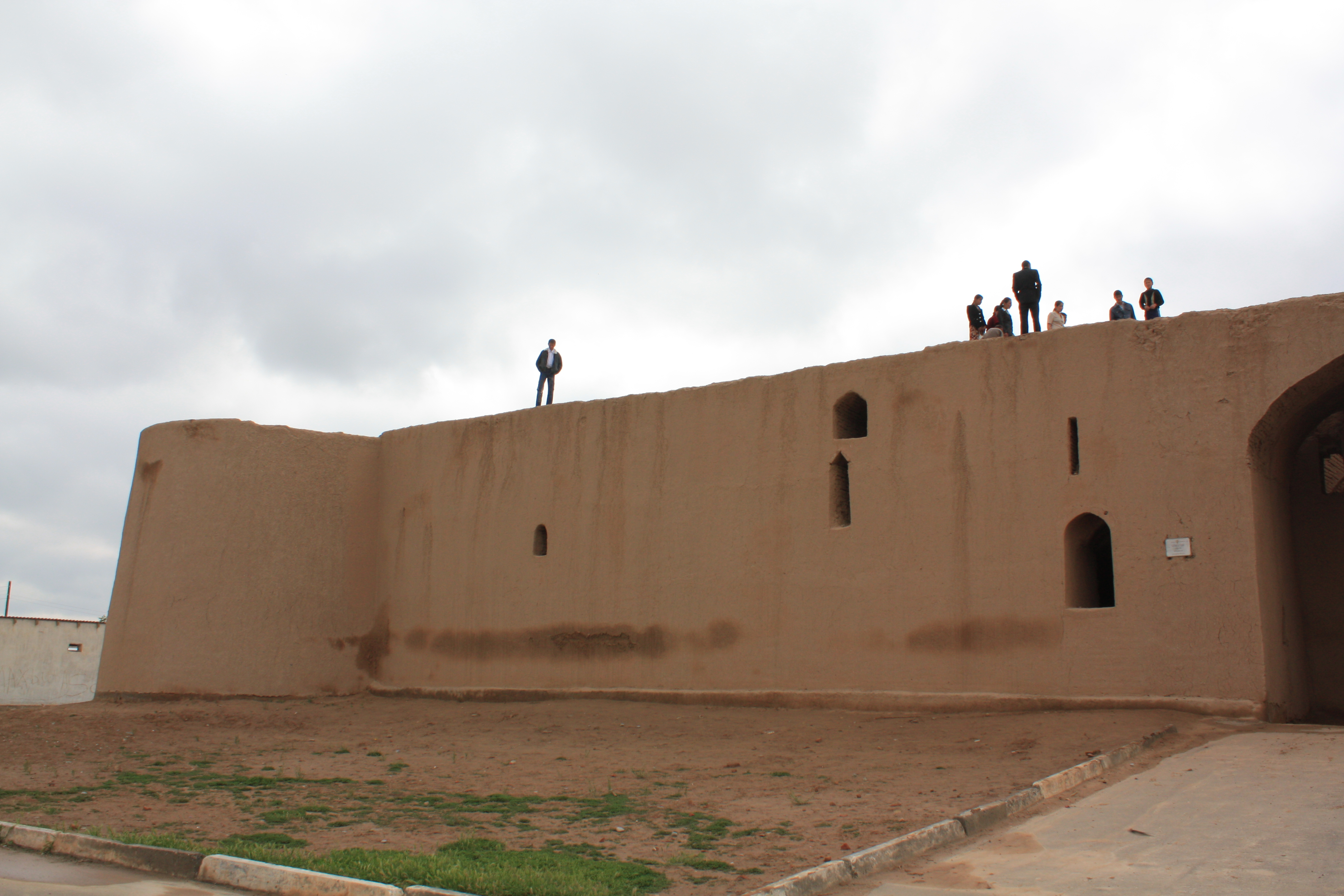
Termez
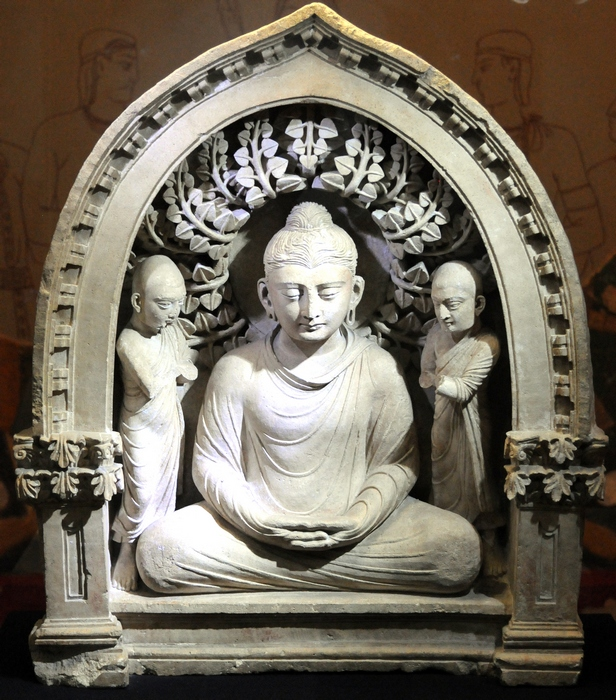
Termez